# トロピカリア (アルバム)
『トロピカリア』（原題：Tropicália ou Panis et Circencis）は、ブラジルのミュージシャン達が集まって1968年に制作・発表したオムニバス・アルバム。

## 解説
トロピカリアというムーヴメントの中心的存在だったカエターノ・ヴェローゾの発案で、ヴェローゾに加えてジルベルト・ジル、ガル・コスタ、ムタンチス、ナラ・レオンがフィーチャリング・アーティストとして参加。更に、トン・ゼー、編曲家のホジェーリオ・ドゥプラ、詩人のトルクアット・ネットとジョゼ・カルロス・カピナンも参加している。
本作は、ビートルズの『サージェント・ペパーズ・ロンリー・ハーツ・クラブ・バンド』（1967年）に刺激されて作られた作品で、ブラジル初のコンセプト・アルバムとされている。セルソ・ファヴァレットは、本作を「トロピカーリアの集大成」と評している。ただし、ムタンチスのセルジオ・ヂアスは後年、本作について「政治的には意味はあったけど、『サージェント・ペパーズ〜』のような音楽的なランドマークとまではいかなかったな」と語っている。
本作は、1968年10月の時点で2万枚を売り上げる大ヒット作となった。また、『ローリング・ストーン・ブラジル』が2007年10月13日号で選出した「ブラジル音楽の偉大なアルバム100（Os 100 maiores discos da música brasileira）」では2位にランク・インした。
ヴェローゾとジルは、1993年に本作の続編に当たるコラボレーション・アルバム『トロピカリア2』を発表している。

## 収録曲
1. ミゼレリ・ノービス - "Miserere nóbis" (Gilberto Gil, José Carlos Capinam) - 3:42
  - 演奏：ジルベルト・ジル
2. コラサォン・マテルノ（母の心） - "Coração materno" (Vicente Celestino) - 4:15
  - 演奏：カエターノ・ヴェローゾ
3. パニ・エ・シルセンセ - "Panis et circencis" (Gilberto Gil, Caetano Veloso) - 3:33
  - 演奏：ムタンチス
4. リンドネイア - "Lindonéia" (Caetano Veloso) - 2:13
  - 演奏：ナラ・レオン
5. パルケ・インドゥストリアル（工業地帯） - "Parque industrial" (Tom Zé) - 3:16
  - 演奏：ジルベルト・ジル、カエターノ・ヴェローゾ、ガル・コスタ、ムタンチス
6. ジェレイア・ジェラール - "Geléia geral" (Gilberto Gil, Torquato Neto) - 3:42
  - 演奏：ジルベルト・ジル
7. ベイビー - "Baby" (Caetano Veloso) - 3:31
  - 演奏：ガル・コスタ、カエターノ・ヴェローゾ
8. トレス・カラヴェーラス - "Três caravelas (Las Tres Carabelas)" (Augusto Algueró e Moreu, João de Barro) - 3:06
  - 演奏：カエターノ・ヴェローゾ、ジルベルト・ジル
9. エンクアント・セウ・ロボ・ナォン・ヴェン - "Enquanto seu lobo não vem" (Caetano Veloso) - 2:31
  - 演奏：カエターノ・ヴェローゾ
10. ママイ・コラージェン - "Mamãe, coragem" (Caetano Veloso, Torquato Neto) - 2:29
  - 演奏：ガル・コスタ
11. バチ・マクンバ - "Bat macumba" (Gilberto Gil, Caetano Veloso) - 2:33
  - 演奏：ジルベルト・ジル
12. イノ・ド・セニョール・ド・ボンフィン（ボンフィン賛歌） - "Hino ao Senhor do Bonfim" (João Antonio Wanderley) - 3:38
  - 演奏：カエターノ・ヴェローゾ、ジルベルト・ジル、ガル・コスタ、ムタンチス